# Wilhelm Zenger
Wilhelm Zenger (* 1877; † 19. Mai 1911 in München) war ein deutscher Eiskunstläufer.
Wilhelm Zenger war zweimal deutscher Meister im Eiskunstlaufen der Herren 1900 und 1901. Wilhelm Zenger repräsentierte den Münchner EV. Bei Europa- oder Weltmeisterschaften startete er nicht. Er war der jüngere Bruder von Karl Zenger.
Wilhelm Zenger war von Beruf Kaufmann.

## Ergebnisse
| Wettbewerb / Jahr        | 1900 | 1901 |
| ------------------------ | ---- | ---- |
| Deutsche Meisterschaften | 1.   | 1.   |

## Quelle
- Eis- und Rollsport, 49. Jahrgang, Nr. 9, 5. Januar 1939

| Personendaten    | Personendaten            |
| ---------------- | ------------------------ |
| NAME             | Zenger, Wilhelm          |
| KURZBESCHREIBUNG | deutscher Eiskunstläufer |
| GEBURTSDATUM     | 1877                     |
| STERBEDATUM      | 19. Mai 1911             |
| STERBEORT        | München                  |